# 퓨전 드라이브
퓨전 드라이브(Fusion Drive)는 하이브리드 드라이브의 구현체에 해당하는 애플의 명칭이다. 애플의 구현체는 하드 디스크 드라이브를 NAND 플래시 스토리지(24 GB 이상의 솔리드 스테이트 드라이브)와 병합하며 2개의 드라이브 공간을 병합한, 하나의 코어 스토리지 관리 논리 볼륨으로 표현한다.
운영 체제는 자동으로 드라이브의 내용을 관리하며 자주 접근하는 파일들은 더 빠른 플래시 스토리지에 저장하지만 자주 사용하지 않는 항목들은 하드 드라이브로 이동하거나 상주시킨다. 이를테면 스프레드시트 소프트웨어가 종종 사용될 경우 소프트웨어는 더 빠른 사용자 접근을 위해 플래시 스토리지에 이동된다. 소프트웨어에서 이 논리 볼륨은 더 빠른 쓰기를 위해 캐시를, 더 빠른 읽기를 위해 자동 티어링을 수행함으로써 컴퓨터의 성능 속도를 향상시킨다.

## 사용 가능 시점
2012년 10월 23일 개최된 애플 행사의 일부로서 퓨전 드라이브가 발표되었으며, 2개의 데스크톱 제품에서 처음 지원된다: 2012년 말 출시된 OS X 마운틴 라이언이 설치된 아이맥과 맥 미니. 퓨전 드라이브는 이 컴퓨터들의 차기 모델들에서도 이용 가능하지만 다른 애플 기기로 확장되지는 않았다:
최신 맥북과 맥 프로 모델들은 예외적으로 플래시 스토리지를 사용하며 이것이 2012년 중순 비 레티나계 맥북 프로를 위한 선택적 업그레이드이지만 퓨전 드라이브 방식으로 보완하는 대신 표준 하드 디스크 드라이브를 대체한다. 지원 제품은 다음의 구성을 갖추고 있다:
|                              | 출시일      | HDD 스토리지 | 플래시 스토리지 |
| ---------------------------- | ----------- | ------------ | --------------- |
| 맥 미니                      | 2012년 말   | 1 TB         | 128 GB          |
| 맥 미니                      | 2014년 말   | 1 TB         | 128 GB          |
| 아이맥 (모든 모델)           | 2012년 말   | 1 TB         | 128 GB          |
| 아이맥 (모든 모델)           | 2013년 말   | 1 TB         | 128 GB          |
| 아이맥 (모든 모델)           | 2014년      | 1 TB         | 128 GB          |
| 아이맥 (27인치, 레티나 아님) | 2012년 말   | 3 TB         | 128 GB          |
| 아이맥 (27인치, 레티나 아님) | 2013년 말   | 3 TB         | 128 GB          |
| 아이맥 (27인치, 레티나)      | 2014년 말   | 3 TB         | 128 GB          |
| 아이맥 (27인치, 레티나)      | 2015년 중순 | 3 TB         | 128 GB          |
| 아이맥                       | 2015년 말   | 1 TB         | 24 GB           |
| 아이맥                       | 2015년 말   | 2 TB         | 128 GB          |

## 같이 보기
- 하이브리드 드라이브
- 인텔 터보 메모리
- ZFS